# Station Meulan - Hardricourt
Station Juziers is het spoorwegstation van de Franse gemeenten Meulan-en-Yvelines en Hardricourt, maar ligt in Hardricourt. Het ligt aan de spoorlijn Paris-Saint-Lazare - Mantes-Station via Conflans-Sainte-Honorine, dus over de noordoever van de Seine. Het ligt op kilometerpunt 42,156 van die lijn.
Het station wordt aangedaan door treinen van Transilien lijn J tussen Paris Saint-Lazare en Mantes-la-Jolie.

## Vorig en volgend station
| Richting        | Vorig station | Lijn    | Volgend station | Richting           |
| --------------- | ------------- | ------- | --------------- | ------------------ |
| Mantes-la-Jolie | Juziers       | Trans J | Thun-le-Paradis | Paris Saint-Lazare |